# Кус (округ, Орегон)
Шаблон:StateAbbr_ 43°11′ пн. ш. 124°05′ зх. д. / 43.18° пн. ш. 124.09° зх. д.
Округ  Кус (англ. Coos County) — округ (графство) у штаті  Орегон, США. Ідентифікатор округу 41011.

## Історія
Округ утворений 1853 року.

## Демографія
За даними перепису 
2000 року 
загальне населення округу становило 62779 осіб, зокрема міського населення було 38999, а сільського — 23780.
Серед мешканців округу чоловіків було 30770, а жінок — 32009. В окрузі було 26213 домогосподарства, 17448 родин, які мешкали в 29247 будинках.
Середній розмір родини становив 2,8.
Віковий розподіл населення поданий у таблиці:
| Стать    | До 15 років | 15-21 | 22-29 | 30-39 | 40-49 | 50-65 | 65-85 | Понад 85 |
| -------- | ----------- | ----- | ----- | ----- | ----- | ----- | ----- | -------- |
| Чоловіки | 5632        | 2935  | 2252  | 3677  | 4803  | 6002  | 4967  | 502      |
| Жінки    | 5346        | 2729  | 2174  | 3662  | 5204  | 6343  | 5555  | 996      |

## Суміжні округи
- Дуглас — схід
- Каррі — південь

## Виноски
1. ↑  U.S. Decennial Census. United States Census Bureau. Архів оригіналу за 26 квітня 2015. Процитовано 25 лютого 2015.
2. ↑  Historical Census Browser. University of Virginia Library. Архів оригіналу за 16 серпня 2012. Процитовано 25 лютого 2015.
3. ↑  Forstall, Richard L., ред. (27 березня 1995). Population of Counties by Decennial Census: 1900 to 1990. United States Census Bureau. Архів оригіналу за 19 лютого 2015. Процитовано 25 лютого 2015.
4. ↑  Census 2000 PHC-T-4. Ranking Tables for Counties: 1990 and 2000 (PDF). United States Census Bureau. 2 квітня 2001. Архів оригіналу (PDF) за 18 грудня 2014. Процитовано 25 лютого 2015.
5. ↑  State & County QuickFacts. United States Census Bureau. Архів оригіналу за 9 липня 2011. Процитовано 14 листопада 2013.(англ.) Наведено за англійською вікіпедією.
6. ↑  American FactFinder. Бюро перепису населення США. Архів оригіналу за 29 липня 2011. Процитовано 31 січня 2008.

| США | Це незавершена стаття з географії США. Ви можете допомогти проєкту, виправивши або дописавши її. |